# Pingalla
Pingalla és un gènere de peixos pertanyent a la família dels terapòntids.

## Distribució geogràfica
Es troba a Austràlia i Nova Guinea.

## Taxonomia
- Pingalla gilberti (Whitley, 1955)[5]
- Pingalla lorentzi (Weber, 1910)[6]
- Pingalla midgleyi (Allen & Merrick, 1984)[7][8][9][10][11][12][13]